# Битка при Жемап
Битката при Жемап (на френски: Jemappes) на 6 ноември 1792 г. е част от Френските революционни войни. Тя е втората победа на революционната армия, начело с генерал Дюмурие и затвърждава успеха от Валми няколко месеца по-рано. След нея традиционните европейски монархии разбират, че имат срещу себе си нов тип въоръжени сили, с нов маниер на воюване.

## Предистория
Първата революционна война започва на 20 април 1792 г. От една страна са Австрия и Прусия, подкрепяни от Великобритания, а от друга – Франция. Надеждата на съюзниците е да задушат революцията, която вече навлиза в радикална фаза, докато французите искат да разпространят идеите ѝ по целия континент. Пруските войски навлизат откъм Вестфалия, но са отблъснати от генералите Келерман и Дюмурие при Валми (20 септември). Това сражение е спечелило огромна слава и се смята за начало на последвалите френски успехи, но то би било непълно, ако не бе доразвито от новата победа при Жемап.
Докато прусаците се оттеглят, австрийската армия в Нидерландия минава в настъпление. Начело на 40-те хиляди войници стои херцогът на Тешен. Той обсажда Лил и го подлага на ожесточен обстрел. През това време Дюмурие отива в Париж и предлага на Конвента (новоизбраното народно събрание) план за завоюване на Австрийска Нидерландия. Получил одобрение и войници, той приближава Лил. Тешен отстъпва и заема позиции близо до град Монс, на собствена територия. Те са на добре укрепено възвишение, от едната страна на което се намира селото Жемап.

## Ход на битката
Дюмурие разполага с около 40 000 войници, а австрийците са 13 – 14 хиляди. Оръдията също са в полза на французите – 100 към 56. Като предимство за австрийците може да се смята, че армията им се състои от опитни ветерани, докато Дюмурие командва стари войници, новобранци и членове на националната гвардия. Ентусиазмът и бойният дух на френската страна обаче са на много по-високо ниво.
Битката започва още по изгрев слънце на 6 ноември 1792 г. с тежка канонада от двете страни. Не след дълго французите подемат атаки, заредени повече с енергия, отколкото с военно изкуство. Те опитват да обградят противниците си от двете страни, но в началото не успяват. Австрийците упорито се държат. Едва в ранния следобед се стига до развръзка. Австрийският център не издържа на поредната аката и отстъпва, появява се опасност от обход отдясно. Тогава Тешен се затваря в Монс.

## Резултати
Загубите на двете страни са минимални (общо малко над 3000 д.), така че победата е по-скоро символична. Тя обаче е последвана от стремителни нови събития. Още на следващия ден пада Монс, последван на 14 ноември от Брюксел. Радушното посрещане на революционните войски от местното население (с викове „Да живее републиката!“ и „Да живее свободата!“) обзсърчава всякаква съпротива на австрийците. На 28 ноември се предава силната крепост Антверпен и преди края на годината цяла Нидерландия попада във френски ръце.
Битката представлява прозрение пред управляващите във Франция за откриващите се възможности. Ражда се идеята за износ на революция. Конвентът издава два декрета, с които обявява, че предлага „братство и помощ на всеки народ, който иска свободата си“. Също, че „във всички земи, завладени от войските на френската република ще се провъзгласява народен суверенитет, ще се премахват съществуващите данъци, привилегиите и съществуващите власти и ще се свикват народни първични събрания...“
Въпреки някои отстъпления (сражението при Неервинден през 1793 г.) Жемап е последван главно от победи за Франция, от значително разширение на територията ѝ и действително до изнасянето на революцията извън френските предели.